# Hemiphyllodactylus ganoklonis
Der Palau-Halbblattfinger-Gekko, Palauan slender gecko (Hemiphyllodactylus ganoklonis) ist eine Art der Halbblattfingergeckos. Sie ist endemisch in Palau.

## Merkmale und Lebensweise
Die Art hat eine Gesamtlänge von 6 bis 8 Zentimetern und eine Kopf-Rumpf-Länge von 3 bis 4,5 Zentimetern. Der Körper ist schlank mit einer hellen rosagrauen Farbe. Auf dem Rücken und Beinen finden sich keine Tuberkel. Krallen fehlen jeweils an den inneren Zehen. Der Schwanz ist im Querschnitt rund.
Der Name „ganoklonis“ kommt aus dem Griechischen. „ganos“ bedeutet „Hell“, und „klonis“ „Hinterteil“ oder „Rumpf“. Die Tiere haben einen leuchtend gelben Fleck („Chevron“, postsacral mark) an der Schwanzbasis.
Die Weibchen legen für gewöhnlich zwei klebende Eier, die eine Größe von etwa 5 bis 7 Millimetern haben, unter Baumrinde und Ähnlichem. Die Art ist nachtaktiv.

## Verbreitungsgebiet und Gefährdungsstatus
Die Art ist in Palau endemisch.